# I vicini di casa (film)
I vicini di casa (Neighbors) è una commedia del 1981 diretta da John G. Avildsen, che riscosse poco successo e una critica non troppo positiva. Fu l'ottavo e ultimo film di John Belushi e anche il terzo nel quale compare nel cast insieme a Dan Aykroyd.
Il film si basa sul romanzo di Thomas Berger Neighbors (I vicini di casa), la sceneggiatura è stata scritta da Larry Gelbert, ma molto modificata dagli stessi Belushi e Aykroyd per gravi imperfezioni. Il copione è stato scritto con il contributo di Dan Aykroyd e già in progetto quando uscì The Blues Brothers.

## Trama
Earl Keese è un modesto impiegato che conduce con la moglie Enid e la figlia adolescente Elaine un'esistenza noiosa e ripetitiva in una villetta della periferia suburbana. La sua vita viene sconvolta dall'arrivo dei nuovi vicini di casa, gli ambigui e disinibiti Vic e Ramona. Gli scherzi, le stravaganze, la fantasia e la libertà sessuale della coppia l'irritano e, al contempo, l'affascinano. Dopo una lunga notte piena di peripezie e colpi di scena, Earl decide di cambiare vita e fuggire con Vic e Ramona in cerca di nuove emozioni. Vic gli suggerisce di lasciare come ultima cosa, un biglietto alla famiglia. Ma Earl che è sempre stato considerato, di poco conto da moglie e figlia, fa molto di più: rientrato in casa, si rompe in testa, il ritratto di famiglia, per poi gettare via, il televisore che esplode dando fuoco alla casa. Rientrato in macchina con Vic e Ramona il trio si dà infine alla fuga in cerca di nuove avventure.

## Produzione
Le riprese furono un disastro: il regista, gli attori, l'intera troupe lavorarono in un clima molto teso. Belushi e il regista Avildsen, in particolare, litigavano in continuazione, al punto che spesso passavano addirittura delle ore prima che si riappacificassero e tornassero a girare.
Gli stessi Belushi e Aykroyd, non soddisfatti della sceneggiatura approntata da Larry Gelbart, contribuirono a riscriverla durante le riprese. Nei titoli, essa è accreditata al solo Gelbart, che comunque protestò pubblicamente per la pesante manomissione del copione.
Il copione originale prevedeva John Belushi nel ruolo di Vic e Dan Aykroyd nel ruolo di Earl Keese. I due si scambiarono la parte all'ultimo momento.
Il film comprende un cast completo di soli diciotto attori (nove sono solo comparse) e le riprese si fermano solo sulle due case di Earl Keese e Vic; al massimo le riprese arrivano nella palude di Earl o lì davanti.
Il film è l'ultimo interpretato da John Belushi. Infatti dopo tre mesi l'uscita del film viene trovato morto per un'overdose di eroina e cocaina nel bungalow numero tre dell'hotel Chateau Marmont di Los Angeles. Aveva solo 33 anni.